# Campeonato Mundial de Atletismo Sub-20 de 2016 - 100 m feminino
A prova dos 100 metros rasos feminino do Campeonato Mundial de Atletismo Sub-20 de 2016 ocorreu entre os dias 20 e 21 de julho, em Bydgoszcz, na Polônia. 

## Recordes
Antes desta competição, os recordes mundiais e do campeonato nesta prova eram os seguintes:
|     | Nome              | Nacionalidade     | Tempo | Local    | Data                  |
| --- | ----------------- | ----------------- | ----- | -------- | --------------------- |
| WJR | Marlies Oelsner   | Alemanha Oriental | 10.88 | Dresden  | 1 de julho de 1977    |
| CR  | Veronica Campbell | Jamaica           | 11.12 | Santiago | 18 de outubro de 2000 |
| WJL | Candace Hill      | Estados Unidos    | 11.09 | Clovis   | 24 de junho de 2016   |

Os seguintes recordes mundiais ou do campeonato foram estabelecidos durante esta competição: 
| Recorde               | Atleta             | Tempo | Local              | Data             |
| --------------------- | ------------------ | ----- | ------------------ | ---------------- |
| Recorde do campeonato | Candace Hill (USA) | 11.12 | Bydgoszcz, Polônia | 21 de julho 2016 |
| WJL                   | Candace Hill (USA) | 11.07 | Bydgoszcz, Polônia | 21 de julho 2016 |
| Recorde do campeonato | Candace Hill (USA) | 11.07 | Bydgoszcz, Polônia | 21 de julho 2016 |

## Medalhistas
| Ouro               | Prata             | Bronze                |
| Candace Hill (USA) | Ewa Swoboda (POL) | Khalifa St Fort (TTO) |

## Cronograma
Todos os horários são locais (UTC+1).
| Data        | Hora  | Evento        |
| ----------- | ----- | ------------- |
| 20 de julho | 12:35 | Eliminatórias |
| 21 de julho | 18:05 | Semifinal     |
| 21 de julho | 21:20 | Final         |

## Resultados

### Eliminatórias
Qualificação: Os 3 primeiros de cada bateria (Q) e os 6 tempos mais rápidos (q). 
| Posição | Bateria | Raia | Atleta                 | Nacionalidade            | Tempo  | Notas           |
| ------- | ------- | ---- | ---------------------- | ------------------------ | ------ | --------------- |
| 1       | 4       | 4    | Ewa Swoboda            | Polónia                  | 11.10  | Q               |
| 2       | 3       | 5    | Imani-Lara Lansiquot   | Grã-Bretanha             | 11.17  | Q,              |
| 3       | 2       | 8    | Candace Hill           | Estados Unidos           | 11.43  | Q               |
| 4       | 1       | 4    | Khalifa St. Fort       | Trinidad e Tobago        | 11.50  | Q               |
| 5       | 3       | 2    | Celera Barnes          | Estados Unidos           | 11.51  | Q               |
| 6       | 3       | 6    | Zoe Hobbs              | Nova Zelândia            | 11.53  | Q, NJR          |
| 7       | 6       | 9    | Evelyn Rivera          | Colômbia                 | 11.55  | Q               |
| 8       | 3       | 4    | Vanesha Pusey          | Jamaica                  | 11.66  | q               |
| 9       | 6       | 5    | Katrin Fehm            | Alemanha                 | 11.60  | Q               |
| 10      | 6       | 7    | Basirah Sharifa Nasir  | Bahrein                  | 11.61  | Q, DSQ          |
| 10      | 4       | 5    | Mercy Ntia-Obong       | Nigéria                  | 11.62  | Q               |
| 11      | 1       | 3    | Hannah Brier           | Grã-Bretanha             | 11.63  | Q               |
| 12      | 3       | 9    | Jenea Spinks           | Trinidad e Tobago        | 11.66  | q               |
| 13      | 5       | 5    | Iman Isa Jassim        | Bahrein                  | 11.66  | Q               |
| 14      | 4       | 8    | Diana Vaisman          | Israel                   | 11.69w | Q               |
| 15      | 5       | 4    | Helene Ronningen       | Noruega                  | 11.69  | Q               |
| 16      | 4       | 2    | Tamzin Thomas          | África do Sul            | 11.70w | q               |
| 17      | 3       | 3    | Vilde Aasmo            | Noruega                  | 11.71  | q,              |
| 18      | 2       | 9    | Chantal Butzek         | Alemanha                 | 11.73  | Q               |
| 19      | 5       | 8    | Lara Gómez             | Espanha                  | 11.74  | Q,              |
| 20      | 4       | 7    | Shyvonne Roxborough    | Canadá                   | 11.78  | q               |
| 21      | 3       | 7    | L T Sha Fahie          | Ilhas Virgens Britânicas | 11.78  | q,              |
| 22      | 2       | 2    | Yana Kachur            | Ucrânia                  | 11.78  | Q               |
| 23      | 6       | 3    | Zion Corrales-Nelson   | Filipinas                | 11.80  |                 |
| 24      | 1       | 9    | Tristan Evelyn         | Barbados                 | 11.81  | Q               |
| 25      | 6       | 4    | Nikola Bendová         | Chéquia                  | 11.84  |                 |
| 26      | 5       | 9    | Cecilia Tamayo         | México                   | 11.85  |                 |
| 26      | 2       | 5    | Lucy Sheat             | Nova Zelândia            | 11.85  |                 |
| 28      | 5       | 2    | Aniekeme Alphonsus     | Nigéria                  | 11.85  |                 |
| 29      | 1       | 6    | Nelda Huggins          | Ilhas Virgens Britânicas | 11.87  |                 |
| 30      | 5       | 6    | Cassidy Williamson     | África do Sul            | 11.90  |                 |
| 31      | 1       | 7    | Jusztina Csóti         | Hungria                  | 11.96  |                 |
| 32      | 4       | 6    | Kayla Anise Richardson | Filipinas                | 11.97w |                 |
| 33      | 4       | 9    | Samantha Geddes        | Austrália                | 11.98w |                 |
| 34      | 2       | 3    | Veronika Palicková     | Chéquia                  | 12.02  |                 |
| 35      | 2       | 6    | Patrice Moody          | Jamaica                  | 12.02  |                 |
| 36      | 6       | 8    | Klaudia Adamek         | Polónia                  | 12.06  |                 |
| 37      | 6       | 6    | Romina Cifuentes       | Equador                  | 12.17  |                 |
| 38      | 1       | 8    | Chinque Thompson       | Canadá                   | 12.18  |                 |
| 39      | 5       | 7    | Kugapriya Chandran     | Singapura                | 12.30  |                 |
| 40      | 1       | 5    | Nia Jack               | Ilhas Virgens Americanas | 12.33  |                 |
| 41      | 5       | 3    | Im Lan Loi             | Macau                    | 12.43  |                 |
| 42      | 6       | 2    | Denika Kassim          | Comores                  | 12.45  |                 |
| 43      | 1       | 2    | Iveta Urshini          | Albânia                  | 12.64  | Recorde pessoal |
| 44      | 4       | 3    | Zarinae Sapong         | Marianas Setentrionais   | 13.36  |                 |
| 45      | 2       | 7    | Liliana Neto           | Angola                   | 13.46  | Recorde pessoal |
| 46      | 2       | 4    | Devine Parker          | Bahamas                  | DNS    |                 |
| 46      | 3       | 8    | Mazoon Al-Alawi        | Omã                      | DNS    |                 |

### Semifinal
Qualificação: Os 2 primeiros de cada bateria (Q) e os 2 tempos mais rápidos (q). 
| Posição | Bateria | Raia | Atleta                | Nacionalidade            | Tempo | Notas           |
| ------- | ------- | ---- | --------------------- | ------------------------ | ----- | --------------- |
| 1       | 2       | 5    | Candace Hill          | Estados Unidos           | 11.12 | Q,              |
| 2       | 3       | 4    | Ewa Swoboda           | Polónia                  | 11.17 | Q, NJR          |
| 3       | 2       | 6    | Khalifa St. Fort      | Trinidad e Tobago        | 11.22 | Q               |
| 4       | 1       | 5    | Imani-Lara Lansiquot  | Grã-Bretanha             | 11.24 | Q               |
| 5       | 2       | 4    | Hannah Brier          | Grã-Bretanha             | 11.39 | q,              |
| 6       | 1       | 4    | Evelyn Rivera         | Colômbia                 | 11.53 | Q               |
| 7       | 2       | 7    | Mercy Ntia-Obong      | Nigéria                  | 11.58 | q               |
| 8       | 3       | 5    | Iman Isa Jassim       | Bahrein                  | 11.58 | Q               |
| 9       | 1       | 7    | Katrin Fehm           | Alemanha                 | 11.59 |                 |
| 10      | 1       | 8    | Basirah Sharifa Nasir | Bahrein                  | 11.61 | , DSQ           |
| 10      | 1       | 9    | Yana Kachur           | Ucrânia                  | 11.62 |                 |
| 11      | 2       | 8    | Diana Vaisman         | Israel                   | 11.66 | NJR             |
| 12      | 3       | 2    | Vanesha Pusey         | Jamaica                  | 11.66 |                 |
| 13      | 3       | 9    | Zoe Hobbs             | Nova Zelândia            | 11.67 |                 |
| 14      | 1       | 6    | Helene Ronningen      | Noruega                  | 11.69 |                 |
| 15      | 3       | 7    | Celera Barnes         | Estados Unidos           | 11.70 |                 |
| 16      | 2       | 2    | Tamzin Thomas         | África do Sul            | 11.71 |                 |
| 17      | 3       | 6    | Chantal Butzek        | Alemanha                 | 11.74 |                 |
| 18      | 2       | 9    | Lara Gómez            | Espanha                  | 11.74 | Recorde pessoal |
| 19      | 1       | 2    | Jenea Spinks          | Trinidad e Tobago        | 11.81 |                 |
| 20      | 3       | 8    | Tristan Evelyn        | Barbados                 | 11.84 |                 |
| 20      | 1       | 3    | Shyvonne Roxborough   | Canadá                   | 11.88 |                 |
| 22      | 2       | 3    | Vilde Aasmo           | Noruega                  | 11.89 |                 |
| 23      | 3       | 3    | L T Sha Fahie         | Ilhas Virgens Britânicas | 11.91 |                 |

### Final
A prova final foi realizada no dia 21 de julho às 21:20.  
| Posição           | Raia | Atleta               | Nacionalidade     | Tempo | Notas |
| ----------------- | ---- | -------------------- | ----------------- | ----- | ----- |
| Medalha de ouro   | 4    | Candace Hill         | Estados Unidos    | 11.07 | , WJL |
| Medalha de prata  | 6    | Ewa Swoboda          | Polónia           | 11.12 | NJR   |
| Medalha de bronze | 5    | Khalifa St. Fort     | Trinidad e Tobago | 11.18 |       |
| 4                 | 7    | Imani-Lara Lansiquot | Grã-Bretanha      | 11.37 |       |
| 5                 | 8    | Evelyn Rivera        | Colômbia          | 11.59 |       |
| 6                 | 2    | Hannah Brier         | Grã-Bretanha      | 11.60 |       |
| 7                 | 9    | Iman Isa Jassim      | Bahrein           | 11.60 |       |
| 8                 | 3    | Mercy Ntia-Obong     | Nigéria           | 11.79 |       |

Legenda
| Recorde mundial       | Recorde mundial (World record)               |                       | Recorde africano                      | Recorde africano (African) |                                           | Q | Classificado por posição (Qualified) |
| Recorde do campeonato | Recorde do campeonato (Championship record)  | Recorde da América    | Recorde da América (Americas)         | q                          | Classificado por melhor tempo (Qualified) |   |                                      |
| Melhor marca do ano   | Melhor marca do ano (World leading)          | Recorde asiático      | Recorde asiático (Asian)              | DNS                        | Não largou (Did not start)                |   |                                      |
| Recorde nacional      | Recorde nacional (National record)           | Recorde europeu       | Recorde europeu (European)            | DNF                        | Não terminou (Did not finish)             |   |                                      |
| Recorde pessoal       | Recorde pessoal do atleta (Personal best)    | Recorde da Oceania    | Recorde da Oceania (Oceania)          | DSQ / DQ                   | Desclassificado (Disqualified)            |   |                                      |
| Recorde da temporada  | Recorde da temporada do atleta (Season best) | Recorde sul-americano | Recorde sul-americano (South America) | NM                         | Sem marca (No mark)                       |   |                                      |